# كيني أرينا
كيني أرينا (بالإنجليزية: Kenny Arena)‏ (6 فبراير 1981 في الولايات المتحدة - ) هو مدرب كرة قدم ولاعب كرة قدم أمريكي في مركز الدفاع. شارك مع منتخب الولايات المتحدة تحت 20 سنة لكرة القدم. أما مع النوادي، فقد لعب مع دي.سي. يونايتد ونيويورك ريد بولز.

## وصلات خارجية
- كيني أرينا على موقع الدوري الأمريكي (الإنجليزية)
- كيني أرينا على موقع قاعدة بيانات كرة القدم.إي يو (الإنجليزية)